# Fluorek magnezu
Fluorek magnezu, MgF2 – nieorganiczny związek chemiczny, sól kwasu fluorowodorowego i magnezu.

## Zastosowanie
Jest przezroczysty w szerokim zakresie długości fal. Soczewki i pryzmaty z niego wykonane mogą być stosowane w zakresie od ok. 120 nm (ultrafiolet) do ok. 8000 nm (podczerwień). Cienkie warstwy MgF2 są również często stosowane do pokrywania powierzchni elementów optycznych powłoką przeciwodblaskową.